# 寺脇康文
寺胁康文（日语：／ Terawaki Yasufumi，1962年2月25日—）是日本大阪府大阪市出身的演员。2008年獲橋田獎，在第32回日本电影金像奖中以《相棒》入围最佳男配角奖。

## 出演作品

### 电视剧
- 刑事貴族（日语：刑事貴族） 第2－3季（1991年－1992年）
- 相棒 前傳－第7季第9集、第21季－（2000年－2008年、2022年－）
- 太阳公公（2011年）
- Last Doctor ～監察醫秋田的驗屍報告～（日语：ラスト・ドクター〜監察医アキタの検死報告〜）（2014年）
- 正義之凜（日语：正義のセ）（2018年）
- 路～台灣Express～（2020年）
- 魔法翻新 第1集（2022年）
- 能面檢察官（2025年）

## 電影
- 相棒剧场版 西洋棋杀人事件（2008年）
- 实习警犬物语（2010年）

## 電影配音
- 痞子英雄首部曲：全面開戰（2012年）